# 訃報 1988年12月
訃報 1988年12月（ふほう 1988ねん12がつ）では、1988年（昭和63年）12月中に物故した、又は物故が報じられた人物についてまとめる。

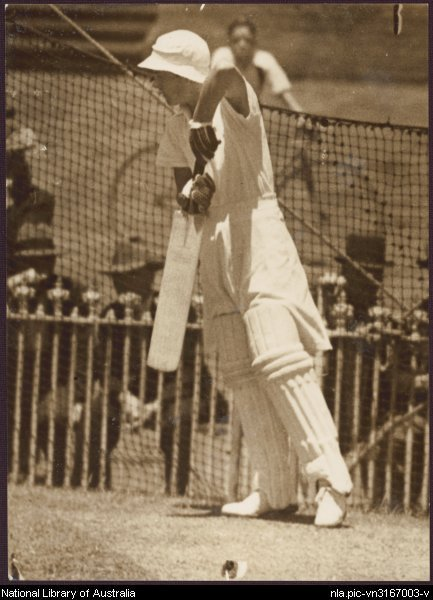
ベティ・スノーボール／12月13日没

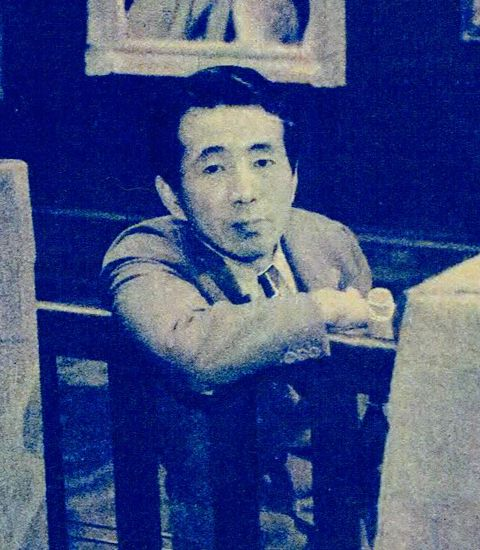
小磯良平／12月16日没

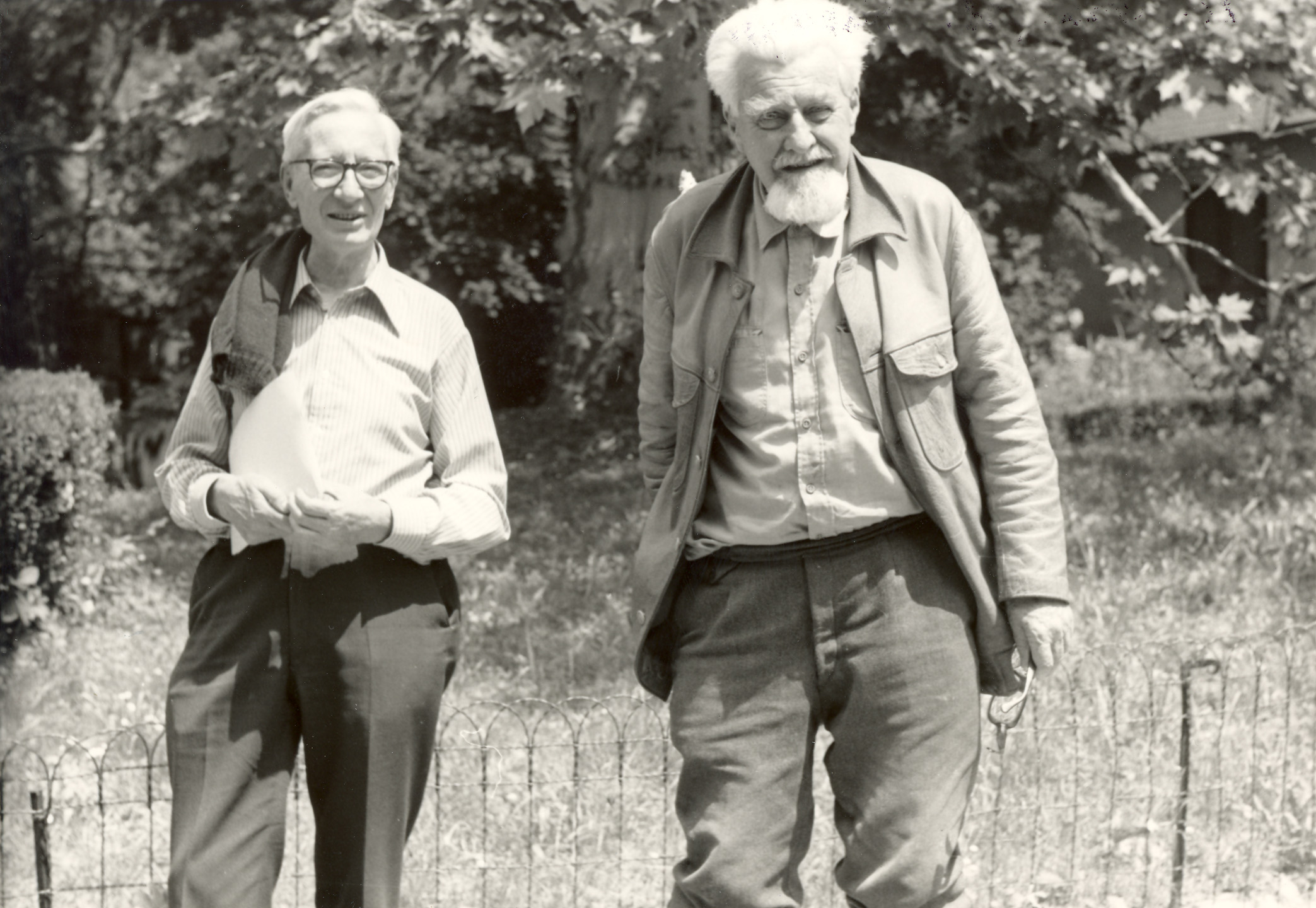
ニコ・ティンバーゲン（左）／12月21日没

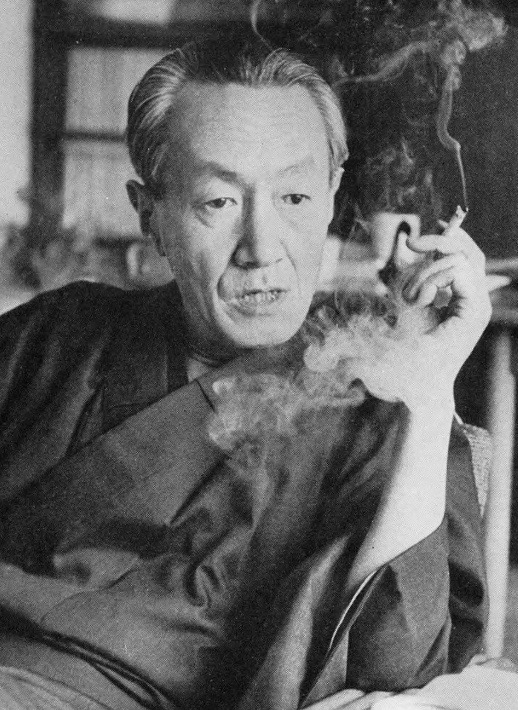
大岡昇平／12月25日没

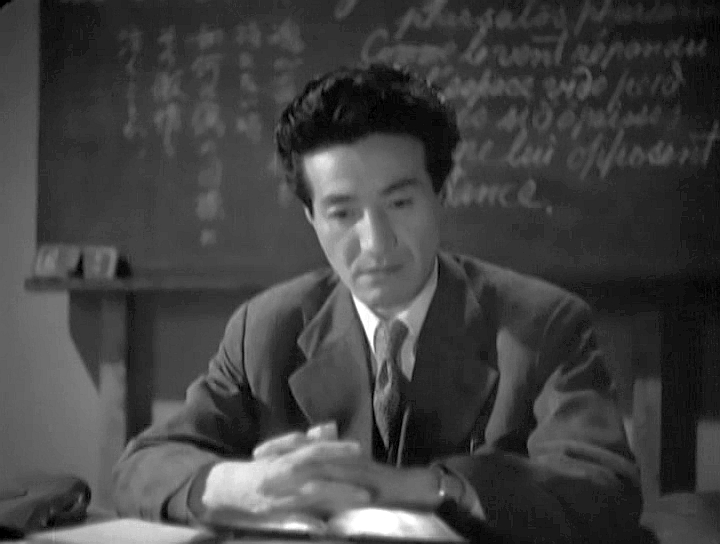
信欣三／12月26日没

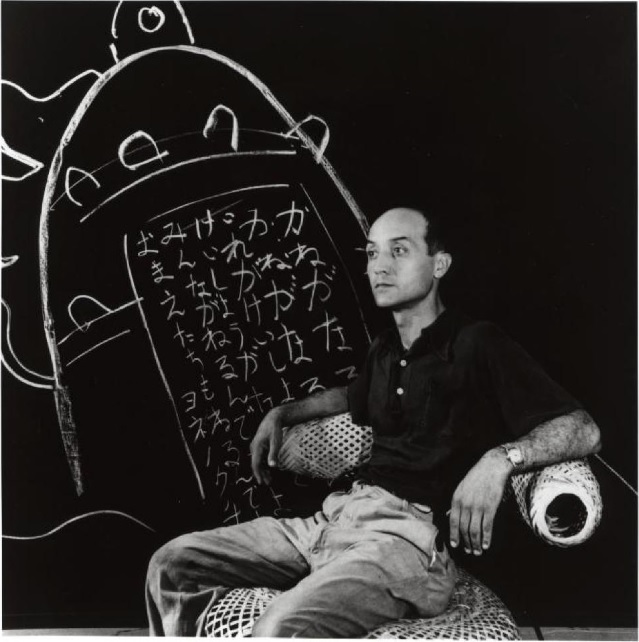
イサム・ノグチ／12月30日没

## （1日 - 15日）
- 12月2日 - 水谷昭夫、日本近代文学研究者（* 1928年）
- 12月3日 - 内藤雅喜、実業家（* 1911年）
- 12月12日 - 杉山吉良、写真家（* 1910年）
- 12月13日 - ベティ・スノーボール、スポーツ選手（* 1908年）
- 12月15日 - 山口青邨、俳人（* 1892年）

## （16日 - 31日）
- 12月16日 - 小磯良平、画家（* 1903年）
- 12月17日 - 楠本憲吉、俳人・随筆家（* 1921年）
- 12月19日 - 山路芳久、テノール歌手（* 1950年）
- 12月21日 - ニコ・ティンバーゲン、動物行動学者・鳥類学者（* 1907年）
- 12月25日 - 大岡昇平、小説家（* 1909年）
- 12月26日 - 信欣三、俳優（* 1910年）
- 12月29日 - マイク・ボイトラー、元F1ドライバー（* 1940年）
- 12月30日 - イサム・ノグチ、彫刻家・画家（* 1904年）